# Jean-Pierre Papin
Jean-Pierre Papin (ur. 5 listopada 1963 w Boulogne-sur-Mer) – francuski piłkarz grający na pozycji napastnika; słynął z doskonałej gry głową.

## Kariera piłkarska
Wychowanek Valenciennes FC. Występował m.in. w Club Brugge, A.C. Milan, Bayernie Monachium i Olympique Marsylia. III miejsce na Mistrzostwach Świata 1986.
Ma córkę Emily, która jest niepełnosprawna w wyniku niedotlenienia mózgu, dlatego założył i kieruje stowarzyszeniem Neuf de coeur, mającym służyć pomocą takim dzieciom oraz ich rodzicom. Od 25 sierpnia 2007 roku do 27 maja 2008 roku był szkoleniowcem RC Lens. Został zwolniony z klubu, ponieważ nie utrzymał zespołu w Ligue 1. Z Olympique Marsylia awansował do finału Pucharu Europy Mistrzów Krajowych. W styczniu 2009 roku postanowił wznowić karierę i podpisał kontrakt z AS Facture-Biganos Boiens, klubem francuskiej ligi regionalnej.

## Sukcesy piłkarskie
W roku 1991 został laureatem nagrody „Złota Piłka”.

## Kariera szkoleniowa
W czerwcu 2020 podpisał, po pięcioletniej przerwie, roczny kontrakt jako trener francuskiej drużyny C’ Chartres Football występującej w National 2.